# Malmöhus läns norra valkrets
Malmöhus läns norra valkrets har varit en riksdagsvalkrets under två perioder, 1912–1921 samt 1994/95–1997/98.

## Valkrets 1912–1921
Malmöhus läns norra valkrets var i riksdagsvalen till andra kammaren 1911–1920 en egen valkrets med tre mandat. Valkretsen avskaffades vid valet 1921 och uppgick i Malmöhus läns valkrets.

### Riksdagsledamöter 1912–1921 (listan ej komplett)

#### 1912–första riksmötet 1914
- Jöns Jesperson, lmb
- Martin Holmström, s
- Olof Nilsson, s

#### Andra riksmötet 1914
- Jöns Jesperson, lmb
- Martin Holmström, s
- Olof Nilsson, s

#### 1915–1917
- Jöns Jesperson, lmb
- Martin Holmström, s
- Olof Nilsson, s

#### 1918–1920
- Olof Olsson, jfg
- Martin Holmström, s
- Olof Nilsson, s

#### 1921
- Olof Olsson, jfg
- Olof Nilsson, s
- Nils Törnkvist, s

## Valkrets 1994/95–1997/98
Malmöhus läns norra valkrets var i riksdagsvalet 1994 namnet på en nybildad valkrets i enkammarriksdagen. I valet 1998 bytte valkretsen namn till Skåne läns västra valkrets (för riksdagsledamöter, se denna artikel).